# 유주 (모델)
유주(본명: 이혜린, 1985년 3월 22일 ~ 2010년 10월 22일)는 대한민국의 전 레이싱 모델이자 가수이다.
2000년 잡지 《쎄씨》 모델로 데뷔하였다. 2005년 8월 레이싱 모델로 데뷔하여 인기를 누렸으며, 2006년에는 모바일 화보를 공개하기도 하였다.
이후 연기자를 지망하기도 하였으나, 2008년 6월 ‘여성 DJ DOC’를 콘셉트로 한 3인조 음악 그룹 ‘쎈’으로 데뷔해 ‘유주’라는 예명으로 활동하였다. 하지만 인기를 얻지 못하고 같은 해 전속계약을 해지하였으며, 이내 활동을 중단하였다.
2010년 10월 22일 자택에서 숨진 채 발견되었다. 언론은 경찰이 자살로 추정하고 있다고 보도하면서, 측근의 말을 인용하여 고인이 부진한 활동 때문에 우울증에 시달렸다고 전했다. 장지는 충청북도 보은으로 알려졌다. 향년 25세.

## 활동 내역

### 레이싱 모델
- 2005 BAT GT 챔피언십 5전 (2005년 8월 15일)[12] - 레이싱 모델 데뷔

### 광고
- 엑스피드(XPEED)[8]